# WiMAX

Офіційний логотип WiMax Forum

WiMAX від англ. Worldwide Interoperability for Microwave Access Стандарт IEEE 802.16 — стандарт бездротового зв'язку, що забезпечує широкосмуговий зв'язок на значні відстані зі швидкістю, порівняною з кабельними з'єднаннями.
Назву «WiMAX» було створено WiMAX Forum — організацією, яку засновано в червні 2001 року з метою просування і розвитку WiMAX. Форум описує WiMAX як «засновану на стандарті технологію, яка надає високошвидкісний бездротовий доступ до мережі, альтернативній виділеним лініям і DSL»;
У теперішній час WiMAX вже не використовується в публічних мережах, і практично повністю витіснений такими технологіями, як LTE, HSPA+ і Wi-Fi 802.11n.

## Область використання
WiMAX підходить для вирішення наступних завдань:
- З'єднання точок доступу Wi-Fi одна з одною й іншими сегментами Інтернету.
- Забезпечення бездротового широкосмугового доступу як альтернативи виділеним лініям і DSL.
- Надання високошвидкісних сервісів передачі даних (до 3 Мбіт/с) і телекомунікаційних послуг.
- Створення точок доступу, не прив'язаних до географічного положення.

WiMAX дозволяє здійснювати доступ в Інтернет на високих швидкостях, з набагато більшим покриттям, ніж у мережі Wi-Fi. Це дозволяє використовувати технологію як «магістральні канали», продовженням яких виступають традиційні DSL-ні виділені лінії, а також локальні мережі. В результаті подібний підхід дозволяє створювати високошвидкісні мережі у масштабах цілих міст.

### Фіксований і мобільний варіант WiMAX
Набір переваг притаманний всьому сімейству WiMAX, однак його версії істотно відрізняються одна від одної. Розробники стандарту шукали оптимальні рішення як для фіксованого, так і для мобільного застосування, але поєднати всі вимоги у рамках одного стандарту не вдалося. Хоча низка базових вимог збігається, націленість технологій на різні ринкові ніші призвела до створення двох окремих версій стандарту (точніше, їх можна вважати двома різними стандартами). Кожна зі специфікацій WiMAX визначає свої робочі діапазони частот, ширину смуги пропускання, потужність випромінювання, методи передачі та доступу, способи кодування та модуляції сигналу, принципи повторного використання радіочастот та інші показники. А тому WiMAX-системи, засновані на версіях 802.16d і 802.16e цього стандарту, практично несумісні. Короткі характеристики кожної з версій наведені нижче.
802.16-2004 (відомий також як 802.16d і фіксований WiMAX). Специфікація затверджена у 2004 році. Використовується ортогональне частотне мультиплексування (OFDM), підтримується фіксований доступ у зонах з наявністю або відсутністю прямої видимості. Користувацькі пристрої являють собою стаціонарні модеми для встановлення поза й всередині приміщень, а також PCMCIA-карти для ноутбуків. У більшості країн під цю технологію відведені діапазони 3,5 та 5 ГГц. За відомостями WiMAX Forum, налічується вже близько 175 впроваджень фіксованої версії. Багато аналітиків бачать у ній конкурентну або взаємодоповнювальну технологію дротового широкосмугового доступу DSL.
802.16-2005 (відомий також як 802.16e і мобільний WiMAX). Специфікація затверджена у 2005 році. Це — новий виток розвитку технології фіксованого доступу (802.16d). Оптимізована для підтримки мобільних користувачів версія підтримує низку специфічних функцій, таких як хендовер, «idle mode» та роумінг. Застосовується масштабований OFDM-доступ (SOFDMA), можлива робота при наявності або відсутності прямої видимості. Частотні діапазони, що плануються для мереж Mobile WiMAX, такі: 2,3; 2,5; 3,4-3,8 ГГц. Один із перших пілотних проектів у світі національного масштабу був анонсований і реалізований оператором Sprint у 2006 і 2008 роках, відповідно. Конкурентами 802.16e є всі мобільні технології третього покоління (наприклад, EV-DO, HSXPA).
Основна відмінність двох технологій полягає у тому, що фіксований WiMAX дозволяє обслуговувати тільки «статичних» абонентів, а мобільний орієнтований на роботу з користувачами, що пересуваються зі швидкістю до 150 км/год. Мобільність означає наявність функцій роумінгу та «безшовного» перемикання між базовими станціями при пересуванні абонента (як відбувається у мережах стільникового зв'язку). В окремих випадках мобільний WiMAX може застосовуватися й для обслуговування фіксованих користувачів.

### Широкосмуговий доступ
Багато телекомунікаційних компаній роблять великі ставки на використання WiMAX для надання послуг високошвидкісного зв'язку. І тому є кілька причин.
По-перше, технології сімейства 802.16 дозволяють економічно більш ефективно (у порівнянні з провідниковими технологіями) не тільки надавати доступ в мережу новим клієнтам, але й розширювати спектр послуг і охоплювати нові важкодоступні території.
По-друге, бездротові технології для багатьох простіші у використанні, ніж традиційні дротові канали. Мережі WiMAX і Wi-Fi прості в розгортанні і по мірі необхідності легко масштабуються. Цей фактор виявляється дуже корисним, коли необхідно розгорнути велику мережу в найкоротші терміни. Наприклад, WiMAX був використаний для того, щоб надати доступ в мережу тим, хто вижив після цунамі, що сталось у грудні 2004 року в Індонезії (Aceh). Вся комунікаційна інфраструктура області була виведена з ладу і було потрібно оперативне відновлення послуг зв'язку для всього регіону.
В сумі всі ці переваги дозволять знизити ціни на надання послуг високошвидкісного доступу в Інтернет як для бізнес-структур, так і для приватних осіб.

#### Обладнання користувача
Обладнання для використання мереж WiMAX поставляється кількома виробниками і може бути встановлено як у приміщенні (пристрої розміром із звичайний DSL-модем), так і поза ним (пристрої розміром із ноутбук). Слід зазначити, що обладнання, яке розраховане на розміщення усередині приміщень і не потребує професійних навичок при установці, що, звичайно, більш зручно, здатне працювати на значно менших відстанях від базової станції, ніж професійно встановлені зовнішні пристрої. Тому обладнання, встановлене всередині приміщень вимагає набагато більших інвестицій в розвиток інфраструктури мережі, так як передбачає використання набагато більшого числа точок доступу.
З винаходом мобільного WiMAX все більший акцент робиться на розробці мобільних пристроїв. У тому числі спеціальних телефонних трубок (схожі на звичайний мобільний смартфон), і комп'ютерної периферії (USB радіо модулів і PC card).

## Принцип роботи

### Основні поняття
У загальному вигляді мережі WiMAX складаються з наступних основних частин — базових і абонентських станцій, а також обладнання, що зв'язує базові станції між собою, з постачальником сервісів і з Інтернетом.
Для з'єднання базової станції з абонентською використовується високочастотний діапазон радіохвиль від 1,5 до 11 ГГц. В ідеальних умовах швидкість обміну даними може досягати 70 Мбіт/с, при цьому не вимагається забезпечення прямої видимості між базовою станцією і приймачем.
Як вже говорилося вище, WiMAX застосовується як для вирішення проблеми «останньої милі», так і для надання доступу в мережу офісним та районним мережам.
Між базовими станціями встановлюються з'єднання (прямої видимості), що використовують діапазон частот від 10 до 66 ГГц, швидкість обміну даними може досягати 120 Мбіт/c. При цьому, принаймні одна базова станція підключається до мережі провайдера з використанням класичних дротових з'єднань. Однак, чим більше число БС підключено до мереж провайдера, тим вища швидкість передачі даних і надійність мережі в цілому.
Структура мереж сімейства стандарту IEEE 802.16 схожа з традиційними мережами GSM (базові станції діють на відстанях до десятків кілометрів, для їх встановлення не обов'язково будувати вежі — допускається установка на дахах будинків при дотриманні умови прямої видимості між станціями)

### Режими роботи

#### MAC / канальний рівень
В мережах Wi-Fi всі користувальницькі станції, які хочуть передати інформацію через точку доступу (Acccess Point), змагаються за «увагу» останньої. Такий підхід може викликати ситуацію, при якій зв'язок для віддаленіших станцій буде постійно обриватися на користь більш близьких станцій. Цей недолік робить поганим використання таких сервісів, як Voice over IP (VoIP), які дуже сильно залежать від безперервного з'єднання.
Що ж стосується мереж стандарту IEEE 802.16, у них MAC використовує алгоритм планування. Будь-якій користувальницькій станції варто лише підключитися до точки доступу і для неї буде виділений слот на точці доступу, недоступний іншим користувачам.

#### Архітектура
WiMAX Forum розробив архітектуру, яка визначає безліч аспектів роботи мереж WiMAX: взаємодії з іншими мережами, розподіл мережевих адрес, аутентифікація та багато іншого. Наведена ілюстрація дає певне уявлення про архітектуру мереж WiMAX.

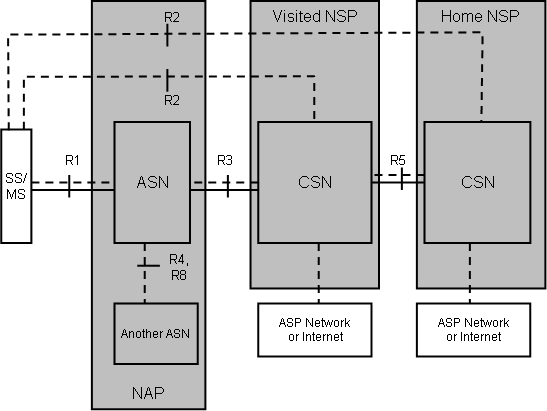
WiMAX Форум WiMAX Архітектура

- SS / MS: (the Subscriber Station / Mobile Station)
- ASN: (the Access Service Network)
- BS: (Base station), базова станція, частина ASN
- ASN-GW: (the ASN Gateway), шлюз, частина ASN
- CSN: (the Connectivity Service Network)
- HA: (Home Agent, частина CSN)
- NAP: (a Network Access Provider)
- NSP: (a Network Service Provider)

ASN (Access Service Network) — мережа доступу.
ASN Gateway — призначений для об'єднання трафіку і повідомлень, сигналізації від базових станцій і подальшої їх передачі в мережу CSN.
BS (Base Station) — базова станція. Основним завданням є встановлення, підтримка і роз'єднання радіо сполук. Крім того, виконує обробку сигналізації, а також розподіл ресурсів серед абонентів.
CSN (Connectivity Service Network) — мережа забезпечення послуг.
HA (Home Agent) — елемент мережі, що відповідає за можливість роумінгу. Крім того, забезпечує обмін даними між мережами різних операторів.

Слід зауважити, що архітектура мереж WiMax не прив'язана до якоїсь певної конфігурації й має високу гнучкість та масштабованість.

## Порівняння WiMAX і Wi-Fi
Зіставлення WiMAX і Wi-Fi далеко не рідкість, можливо, тому, що співзвучне звучання термінів, схожі назви стандартів, на яких ґрунтуються ці технології (стандарти IEEE, обидва починаються з «802.»), а також обидві технології використовують бездротове з'єднання й використовуються для під'єднання до Інтернету (каналу обміну даними). Але попри це, ці технології спрямовані на вирішення суттєво різних завдань.
WiMAX — це система далекої дії, що покриває кілометри простору, яка зазвичай використовує ліцензовані спектри частот (хоча можливе використання й неліцензованих частот) для встановлення з'єднання з Інтернетом типу точка-точка провайдером кінцевому користувачеві. Різні стандарти сімейства 802.16 забезпечують різні види доступу, від мобільного (схожий з передачею даних у мережах мобільного зв'язку) до фіксованого (альтернатива дротовому доступу, при якому бездротове обладнання користувача прив'язане до розташування).
Wi-Fi — це система більш короткої дії, що зазвичай покриває сотні метрів, яка використовує неліцензовані діапазони частот для забезпечення доступу до мережі. Зазвичай Wi-Fi використовується користувачами для доступу до їхньої власної локальної мережі, яка може бути не під'єднана до Інтернету. Якщо WiMAX можна порівняти з мобільним зв'язком, то Wi-Fi швидше схожий на стаціонарний бездротовий телефон.
WiMAX і Wi-Fi мають зовсім різний механізм Quality of Service (QoS). WiMAX використовує механізм, заснований на встановленні з'єднання між базовою станцією й пристроєм користувача. Кожне з'єднання базується на спеціальному алгоритмі планування, який може гарантувати параметр QoS для кожного з'єднання. Wi-Fi, у свою чергу, використовує механізм QoS подібний тому, що використовується у технології Ethernet, при якому пакети отримують різний пріоритет. Останній підхід не гарантує однаковий QoS для кожного з'єднання.
Через дешевизну та простоту встановлення, Wi-Fi часто використовується для надання клієнтам швидкого доступу в Інтернет різними організаціями. Наприклад, у більшості кафе, готелів, вокзалів та аеропортів можна виявити безкоштовну точку доступу Wi-Fi.

## WiMAX-2
У жовтні 2010 року Інститут інженерів електроніки та електротехніки (IEEE) затвердив стандарт IEEE 802.16m, відомий як WirelessMAN-Advanced і WiMAX 2. Він дозволить підвищити пропускну здатність бездротових мереж у кілька разів. Так, стаціонарне обладнання в мережах нового покоління зможе приймати дані на швидкості до 1 Гбіт/с, а мобільні гаджети та портативні комп'ютери — до 100 Мбіт/с. При цьому збережеться зворотна сумісність з існуючим устаткуванням WiMAX.
Перша публічна демонстрація можливостей WiMAX 2 була здійснена на виставці CEATEC JAPAN 2010 у Токіо:  [Архівовано 8 жовтня 2012 у Wayback Machine.] Samsung Electronics і UQ Communications показали в дії експериментальну систему WiMAX 2 з пропускною здатністю 330 Мбіт/с. Використовуючи комерційну базову станцію Mobile WiMAX виробництва Samsung партнери здійснили одночасну трансляцію Full-HD 3D-відео та 16 Full-HD-відео на чотири великоформатних (Large Format Display) телевізора.
Стандарт WiMAX 2 повинен прийти на зміну нинішньому WiMAX (802.16e) і стати гідним конкурентом LTE. Його підтримує альянс комп'ютерних фірм, у числі яких Intel, Motorola та Samsung. Поява більш швидкісних стандартів бездротового зв'язку цілком затребувані ринком. За оцінкою аналітиків компанії Cisco, мобільний інтернет-трафік у світі буде щорічно подвоюватися і до 2013 року зросте до 2,2 млн терабайт на місяць, в основному, за рахунок збільшення частки відео. За п'ять років відеотрафік для мобільних пристроїв зросте більш ніж у 100 разів.

## WiMAX-3
Відразу після прийняття стандарту IEEE 802.16m (WiMAX-2) ініціативна група під назвою PAR (Project Authorization) почала роботу над новою версією цього стандарту IEEE 802.16n (WiMAX 3.0), який повинен забезпечити користувачам абсолютно неймовірні швидкості доступу до мереж — 10 Гбіт/c для каналів фіксованого зв'язку і до 1 Гбіт/c для мобільного зв'язку. Планується, що стандарт WiMAX 3 буде прийнятий протягом найближчих 3-5 років.
У жовтні 2010 року орган IEEE схвалив стандарт 802.16m, як розширення стандарту IMT. Стандарт IEEE 802.16m передбачає мобільний доступ до мереж передачі даних на швидкості до 100 Мбіт/с. Додатково стандарт IEEE 802.16m пропонує такі важливі поліпшення, як багатокористувацьку чергу пакетів MIMO (багатоканальний вхід — багатоканальний вихід), обслуговування магістральних каналів в інтересах відразу декількох операторів, а також так звані «кооперативні комунікації», в яких кожен абонент вносить свій внесок в обслуговування розташованих поблизу інших абонентів. Крім усього іншого, новий стандарт пропонує повну підтримку фемтостільників, мереж із самоорганізацією і ретрансляторів. Про впровадження стандарту WiMAX 2.0 уже заявили найбільші світові організації з державної й індустріальної сфери.
Стандарт WiMAX 3.0 (IEEE 802.16n), покликаний прийти на зміну щойно прийнятому стандарту WiMAX 2, буде ще більш швидким та універсальним. Пропускна здатність мереж повинна стати в десять разів більшою, ніж у найсучасніших діючих мережах, пропонуючи багатоканальні черги 4 × 8 MIMO і «зчеплення каналів». Оскільки стандарт WiMAX 3.0 використовує відразу 10 каналів шириною по 6 МГц, у мовних станцій з'являється небувала раніше можливість передавати телевізійний сигнал відмінної якості з апарату розміром не більше валізи. Фактично, це може означати кінець звичного телебачення з ефірним мовленням, яке можна приймати на домашню антену.
Варто зауважити, що зараз розвиток бездротового широкосмугового доступу в Інтернет розвивається надзвичайно швидко. За даними дослідницької компанії ABI Research, зараз вже більше 2 млрд людей на Землі живуть в зоні покриття високошвидкісних мереж. Зараз у світі працює понад 500 мереж 3G, в найближчому майбутньому планується офіційний запуск понад 300 мереж WiMAX і LTE. За оцінками компанії In-Stat, до 2014 року у світі буде працювати до 2 млрд мобільних пристроїв з вбудованою підтримкою широкосмугового мобільного зв'язку. [Архівовано 2 листопада 2011 у Wayback Machine.]

### Порівняльна таблиця стандартів WiMAX
| Технологія | Стандарт | Використання      | Пропускна здатність                             | Радіус дії          | Частота             |
| ---------- | -------- | ----------------- | ----------------------------------------------- | ------------------- | ------------------- |
| WiMax      | 802.16d  | WMAN              | до 75 Мбіт/с                                    | 25-80 км            | 1,5-11 ГГц          |
| WiMax      | 802.16e  | Mobile WMAN       | до 40 Мбіт/с                                    | 1-5 км              | 2,3-13,6 ГГц        |
| WiMax-2    | 802.16m  | WMAN, Mobile WMAN | до 1 Гбіт/с (WMAN), до 100 Мбіт/с (Mobile WMAN) | такий як і у WiMax  | 20 ГГц              |
| WiMax-3    | 802.16n  | WMAN, Mobile WMAN | до 10 Гбіт/с (WMAN), до 1 Гбіт/с (Mobile WMAN)  | Стандарт в розробці | Стандарт в розробці |

## Ринок
Згідно з даними консалтингової компанії J'son & Partners, представленими за результатами дослідження світового ринку WiMAX, у 2008 році сумарна кількість фіксованих і мобільних абонентів наблизилася до 4 млн, а приріст з кінця 2007 року склав 120 %.
Основна тенденція на світовому ринку бездротового широкосмугового доступу у 2008 році — це його підготовка до появи WiMAX-мереж із наданням мобільних послуг для великої кількості користувачів. Основні проекти WiMAX зосереджені у великих містах США, Мексиці та країнах Центральної Європи, які мають високу густоту населення. З урахуванням порівняно невеликих вкладень у розгортання повноцінних мереж у містах-мільйонниках, наявності в них розвиненої канальної інфраструктури та зростаючого попиту на доступ в Інтернет, більшість проектів WiMAX стартує з великих міст, однак ситуація поступово змінюється.
Багато виробників обладнання відмовляються або вже відмовилися від розробки і виробництва систем 802.16d на користь мобільної версії стандарту. У зв'язку з цим майбутнє фіксованого WiMAX не цілком зрозуміле.
Лідируючі позиції з виручки від продажу обладнання для мобільного WiMAX за 2008 рік займав Alcatel-Lucent, що залишив позаду Motorola, Alvarion та Samsung. У 2009 році звання лідерів за кількістю проданого обладнання мали змогу оскаржити компанії Huawei і Cisco Systems, кожна з яких у кінці 2008 р. сертифікувала по три пристрої з підтримкою мобільного доступу за технологією WiMAX.
Станом на березень 2009 року міжнародним WiMAX Forum'ом було сертифіковано 44 моделі базових станцій і 47 моделей абонентських терміналів. Ці значення майже у півтори рази перевищують кількість сертифікованих пристроїв з підтримкою WiMAX у кінці першого півріччя 2008 року — 18 базових станцій і 20 абонентських пристроїв. Кількість виробників сертифікованого обладнання у кінці 2009 року збільшилася більш ніж у два рази і становила 33 компанії.

## WiMAX в Україні
Перший WiMAX-оператор в Україні — Альтернет (Українські новітні технології (УНТ)).
У березні 2008 про намір будувати національну мережу WiMAX оголосила компанія «ММДС-Україна», асоційована з СКМ Ріната Ахметова і Turkcell (торгова марка life:)).
9 вересня 2009 року було запущено мережу мобільного WiMAX Freshtel — проект компанії УНТ. На момент запуску мережа функціонувала лише у центрі Києва.
17 травня 2010 року — початок роботи нової WiMAX-мережі у Києві від оператора Intellecom. Після запуску мережі в Києві Intellecom планував запустити WiMAX також у 10 інших великих містах України. З 1 серпня 2011 року Intellecom надає послуги доступу до мережі Інтернет за технологією WiMAX під брендом Giraffe.
Оператори WiMAX в Україні станом на березень 2012 року: UNTC (Київ), Квант-II (Коломия), NouHauNet (Дніпропетровськ), Alternet (Київ), Intellecom (Київ), Інтернет-провайдер Ведекон (Одеса), DATALINE (Київ), DCTel (Запоріжжя), K-NET (Одеса), INFOCOM (Київ),